# Лотоцкий, Борис Филиппович
Борис Филиппович Лотоцкий — советский хозяйственный, государственный и политический деятель, Герой Социалистического Труда.

## Биография
Родился в 1927 году в Польше на территории современной Ровенской области. Член КПСС.
С 1945 года — на хозяйственной, общественной и политической работе. В 1945—1987 гг. — колхозник, бригадир, председатель колхоза «Украина» Млиновского района Ровенской области.
Указом Президиума Верховного Совета СССР от 22 декабря 1977 года присвоено звание Героя Социалистического Труда с вручением ордена Ленина и золотой медали «Серп и Молот».
Умер в Ровенской области после 1987 года.

## Награды и звания
- Герой Социалистического Труда (22.12.1977).
- орден Ленина (22.03.1966, 08.12.1973, 22.12.1977)
- орден Октябрьской Революции (08.04.1971)